# Canton de Laguiole
Le canton de Laguiole est une ancienne division administrative française située dans le département de l'Aveyron et la région Midi-Pyrénées.
Avec le redécoupage cantonal de 2014, la commune de Laguiole est devenue le bureau centralisateur du nouveau canton d'Aubrac et Carladez.

## Géographie
Ce canton était organisé autour de Laguiole dans l'arrondissement de Rodez. Son altitude variait de 510 m (Montpeyroux) à 1 404 m (Curières) pour une altitude moyenne de 965 m.

### Zone Natura 2000
Le plateau central de l'Aubrac aveyronnais a été classé en zone Natura 2000
,.

## Histoire
- De 1833 à 1840, les cantons de Saint-Geniez, Laguiole et Saint-Chély avaient le même conseiller général. Le nombre de conseillers généraux était limité à 30 par département[3].
- De 1840 à 1848, les cantons de Laguiole et de Saint-Amans-des-Cots avaient le même conseiller général[4].
- 10 septembre 1926 : l'arrondissement d'Espalion est supprimé à la suite du décret Poincaré. Le canton de Laguiole est transféré à l'arrondissement de Rodez.

## Représentation

### Conseillers généraux de 1833 à 2015
| Période | Période              | Identité                                               | Étiquette     | Qualité                                                                                            |
| ------- | -------------------- | ------------------------------------------------------ | ------------- | -------------------------------------------------------------------------------------------------- |
| 1833    | 1839                 | Simon Rogery (1773-1843)                               |               | Médecin Maire de Saint-Geniez-d'Olt (1804-1843)                                                    |
| 1839    | 1848 (décès)         | Charles Denis Eustache Théodore Noël                   |               | Avocat à Espalion                                                                                  |
| 1848    | 1851 (décès)         | Pierre Baduel d'Oustrac                                |               | Propriétaire à Oustrac, maire de Laguiole, conseiller d'arrondissement                             |
| 1851    | 1874 (décès)         | Alexandre Baduel d'Oustrac                             | Droite        | Ancien capitaine de la Garde Nationale Maire de Laguiole (1852-1870)                               |
| 1875    | 1878 (décès)         | Jules Baduel d'Oustrac (1840-1878) (fils du précédent) | Droite        | Maire de Laguiole, propriétaire à Paris                                                            |
| 1878    | 1879 (décès)         | Henri Baduel d'Oustrac                                 | Droite        | Propriétaire à Laguiole                                                                            |
| 1879    | 1895                 | Pierre Labarthe                                        | Républicain   | Propriétaire foncier Maire de Montpeyroux, député (1893-1898)                                      |
| 1895    | 1903 (démission)     | Oscar Valadier                                         | Rad.          | Notaire Maire de Laguiole (1898-1904)                                                              |
| 1903    | 1907                 | Adrien Prat                                            | Conservateur  | Propriétaire à Borie, Laguiole, conseiller d'arrondissement                                        |
| 1907    | 10 mars 1922 (décès) | Joseph Baduel d'Oustrac                                | Conservateur  | Attaché au Ministère des affaires étrangères Maire de Laguiole (1919-1921)                         |
| 1922    | 1926 (démission)     | Paul Dijols                                            | Bloc national | Président du Tribunal civil de Rodez Maire de Laguiole (1922-1926)                                 |
| 1926    | 1931                 | Louis Bergounhon                                       | Conservateur  | Notaire - Maire de Laguiole (1926-1929)                                                            |
| 1931    | 1940                 | Théophile Malet                                        | Conservateur  | Maire de Laguiole (1929-1943 et 1945-1953)                                                         |
|         |                      |                                                        |               | |
| 1943    | 1943 (démission)     | M. Coucoureux                                          |               | Nommé conseiller départemental en 1943                                                             |
| 1943    | 1945                 | Alexandre Cayla                                        |               | Président de la délégation spéciale de Laguiole (1943-1944) Nommé conseiller départemental en 1943 |
|         |                      |                                                        |               | |
| 1945    | 1949                 | Joseph Dijols                                          | MRP           | Propriétaire-agriculteur Négociant en vins - Maire de Curières (1945-1959)                         |
| 1949    | 1985                 | Léonce Chauffour                                       | CNIP          | Notaire Conseiller municipal de Laguiole                                                           |
| 1985    | 2011                 | Guy Dumas                                              | UDF puis UMP  | Médecin Vice-Président du Conseil Général Maire de Laguiole (1971-1979)                            |
| 2011    | 2015                 | Vincent Alazard                                        | DVD           | Agriculteur Maire de Laguiole depuis 2001                                                          |

### Résultats électoraux détaillés
- Élections cantonales de 2004 : Guy Dumas (UMP) est élu au second tour avec 38,62 % des suffrages exprimés, devant Joseph Chauffour (Divers droite) (37,86 %) et Gérard Alazard (UMP) (23,51 %). Le taux de participation est de 85,19 % (1 760 votants sur 2 066 inscrits)[14].
- Élections cantonales de 2011 : Vincent Alazard (Divers droite) est élu au second tour avec 59,75 % des suffrages exprimés, devant Joseph Chauffour (Divers droite) (40,25 %). Le taux de participation est de 73,99 % (1 479 votants sur 1 999 inscrits)[15].

### Conseillers d'arrondissement (de 1833 à 1940)
Le canton de Laguiole faisait partie de l'arrondissement d'Espalion jusqu'en 1926, date de sa disparition.
| Période                                  | Période          | Identité                                               | Étiquette    | Qualité |
| ---------------------------------------- | ---------------- | ------------------------------------------------------ | ------------ | --- |
| 1833                                     | 1848             | Pierre Baduel d'Oustrac ainé (1776-1851)               |              | Propriétaire, maire de Laguiole                                                                             |
| 1848                                     | 1852             | M. Labarthe d'Artis                                    |              | Suppléant du juge de paix, propriétaire à Montpeyroux                                                       |
| 1852                                     | 1858             | Comte Auguste de Roquefeuil et du Bousquet (1827-1895) |              | Lieutenant-colonel, propriétaire au Bousquet, Laguiole                                                      |
| 1858                                     | 1877             | Jean-François Labarthe                                 |              | Maire de Montpeyroux (1848-1865 et 1868-1878), Président du Conseil d'arrondissement                        |
| 1877                                     | 1895             | Séverin Salettes (1824-1898)                           |              | Médecin, maire de Laguiole                                                                                  |
| 1895                                     | 1898             | Léon Finet                                             |              | Greffier de la justice de paix à Laguiole                                                                   |
| 1898                                     | 1903 (démission) | Adrien Prat                                            | Conservateur | Propriétaire à Bories, Montpeyroux                                                                          |
| 1903                                     | 1910             | Pierre Falguier                                        |              | Propriétaire, maire de Montpeyroux                                                                          |
| 1910                                     | 1928             | Alexis Miquel                                          | Droite       | Notaire, suppléant du juge de paix, maire de Curières de 1902 à 1925                                        |
| 1928                                     | 1934             | Jean Cayla                                             | Droite       | Médecin à Laguiole                                                                                          |
| 1934                                     | 1940             | Jules Cazes                                            |              | Maire de Montpeyroux                                                                                        |
| 1940                                     |                  |                                                        |              | Les conseils d'arrondissement ont été suspendus par la loi du 12 octobre 1940 et n'ont jamais été réactivés |
| Les données manquantes sont à compléter. |                  |                                                        |              | |

## Composition
Le canton de Laguiole regroupait cinq communes et comptait 2 509 habitants (recensement de 2006 sans doubles comptes).
| Communes          | Population (2012) | Code postal | Code Insee |
| ----------------- | ----------------- | ----------- | ---------- |
| Cassuéjouls       | 153               | 12210       | 12058      |
| Curières          | 264               | 12210       | 12088      |
| Laguiole          | 1 248             | 12210       | 12119      |
| Montpeyroux       | 550               | 12210       | 12156      |
| Soulages-Bonneval | 235               | 12210       | 12273      |

## Démographie
| 1962  | 1968  | 1975  | 1982  | 1990  | 1999  | 2006  | 2011  | 2012  |
| ----- | ----- | ----- | ----- | ----- | ----- | ----- | ----- | ----- |
| 2 967 | 2 884 | 2 730 | 2 536 | 2 538 | 2 450 | 2 509 | 2 420 | 2 406 |